# الطنطورية (رواية)
الطنطورية رواية للأديبة المصرية رضوى عاشور، صدرت سنة 2010، عن دار الشروق المصرية. تسرد الرواية سيرة متخيلة لعائلة فلسطينية، منتسبة إلى قرية الطنطورة، بين سنتي 1947 و2000، تم اقتلاعها من أرضها بعد اجتياح العصابات الصهيونية للقرية، لتعيش تجارب اللجوء في لبنان والإمارات ومصر. تنتظم الرواية حول خط من الأحداث والوقائع التاريخية، كمذبحة الطنطورة، والنكبة واللجوء الفلسطيني والحرب الأهلية اللبنانية والاجتياح الإسرائيلي للبنان.
الرواية محكية بلسان رقية الطنطورية، الشخصية الرئيسية، والتي تكتب قصة عائلتها منذ مرحلة طفولتها الأولى إلى الشيخوخة، تحت إلحاح ابنها حسن. لغة الرواية غنية بمصطلحات وحوارات بالعامية الفلسطينية، ويتخلل متنها السردي مجموعة من الشهادات الموثقة، والمسجلة بأسماء أصحابها، لأحداث أو مؤسسات تاريخية حقيقية، كالمجازر المرتكبة خلال النكبة أو الحرب الأهلية اللبنانية ومصير وثائق مركز الأبحاث الفلسطيني.

## الشخصيات
- رقية: امرأة من قرية الطنطورة عاشت فيها مرحلة الطفولة والشباب وادعة، عاشت مجزرة الطنطورة التي ارتكبها جيش الإحتلال الصهيوني بهدف تطهير الأرض الفلسطينية عرقيا بقوة السلاح وترهيب المدنيين وتهجيرهم. اضطرت رقية للهروب إلى لبنان والعيش في مخيم، بعد الطرد الوحشي الدي تعرضت له عائلتها.
- أمين: زوج رقية وابن عمها أبو الأمين وخالتها حليمة، طبيب درس وعمل في لبنان.
- صادق: ابن رقية البكر.
- حسن: ابن رقية الأوسط الذي عرض على أمه أن تسرد وتكتب قصتها.
- عبدالرحمن: ابن رقية الأصغر.
- مريم: ابنة رقية وأمين بالتبني.
- أبو الصادق: والد رقية عارض فكرة الرحيل عن الطنطورة، آملاً في تمكن السكان من صد الهجوم الصهيوني.
- أم الصادق زينب: والدة رقية وصادق وحسن، زوجة أبو الصادق.
- أبو الأمين: عم رقية قرر الرحيل إلى صيدا بعد سقوط حيفا لقلة السلاح وخوفاً من استباحة أرواحهم معارضاً أخيه أبا الصادق في فكرة البقاء وإمكانية الدفاع بقلة المدد مما أدى إلى خلاف بينهما.
- أم الأمين حليمة: زوجة أبو الأمين ،ووالدة أمين وعزالدين
- يحيى: خطيب رقية، من عين غزال ويدرس في القاهرة.
- عز الدين: أخ أمين، تزوج فتاة من المخيم أصلها من صفورية يصغر رقية بعام أصدقاء منذ الطفولة.
- وصال: صديقة رقية منذ أن جاءت لاجئة إلى الطنطورة قبل سقوطها مع أمها وشقيقها عبد بعد سقوط قيسارية. بعد النكبة عاشت وصال في مخيم جنين.

## اقتباسات من الرواية
الذاكرة لا تقتل. تؤلم ألما لا يطاق، ربما. ولكن إذ نطيقه تتحول من دوامات تسحبنا إلى قاع الغرق إلى بحر نسبح فيه.

## فيلم الطنطورة
قام المخرج الإسرائيلي ألون شفارتس بإخراج فيلم وثائقي، اسمه فيلم الطنطورة، يوثق بشهادات جنود إسرائيليين مذبحة الطنطورة، الحدث المحوري لهذه الرواية.

## وصلات خارجية
- آراء القراء حول رواية الطنطورية في موقع أبجد